# ニコ・エルヴェディ
ニコ・エルヴェディ（Nico Elvedi、1996年9月30日 - ）は、スイス・チューリッヒ出身のプロサッカー選手。スイス代表。ブンデスリーガ・ボルシア・メンヒェングラートバッハ所属。ポジションは、ディフェンダー。

## 経歴

### クラブ
2006年、FCチューリッヒの下部組織に入団。2014年5月のFCローザンヌ・スポルト戦でスイス・スーパーリーグデビュー。
2015年、約400万ユーロでボルシア・メンヒェングラートバッハに移籍した。

### 代表
2012年から各世代のスイス代表に招集され、2016年5月28日、ベルギー代表との親善試合にてスイスA代表デビューを果たした。
2018年には2018 FIFAワールドカップを戦うスイス代表の23人に選出されたが、出番は無かった。この大会以降、CBのポジションでレギュラーに定着し、UEFA EURO 2020の予選では初戦を除く全7試合に出場した。

## 代表歴

### 出場大会
- スイス代表
  - 2018 FIFAワールドカップ
  - 2022 FIFAワールドカップ
  - UEFA EURO 2024

### 試合数
- 国際Aマッチ 50試合 1得点（2016年-）[4]

| スイス代表 | 国際Aマッチ | 国際Aマッチ |
| 年         | 出場        | 得点        |
| ---------- | ----------- | ----------- |
| 2016       | 3           | 0           |
| 2017       | 1           | 0           |
| 2018       | 5           | 1           |
| 2019       | 8           | 0           |
| 2020       | 5           | 0           |
| 2021       | 13          | 0           |
| 2022       | 8           | 0           |
| 2023       | 7           | 0           |
| 2024       |             |             |
| 通算       | 50          | 1           |